# 당한 쪽의 비극
《당한 쪽의 비극》(일본어 원제: サレタガワのブルー, 사레타가와의 블루)는 세토모치카의 일본 만화이다. 슈에이샤의 어플리케이션 만가 Mee에서 연재중이다. “읽으면 반드시 불륜하고 싶어지지 않는 만화”로 같은 사이트에서 이미 조회수 3억을 넘었으며, 2021년 5월에는 단행본 2권이 동시 발매되었다.
MBS의 드라마이즘 시간대에 이누카이 아츠히로와 호리 미오나 주연으로 TV 드라마화되며 2021년 7월 14일 (13일 심야)부터 방송될 예정이다.
고수입 디자이너로 애처가인 남편이 아내에게 분륜을 당하며 제멋대로의 이유로 자신의 욕망을 채우려하는 ‘한 쪽’의 아내에게, 몹시 괴로워하며 복수를 하려고 움직이기 시작하는 ‘당한 쪽’의 남편의 슬픔이나 분노를 그리고 있다.

## 줄거리
타가와 노부루는 떠오르는 그래픽 디자이너이다. 자택 근무로 집에서 완벽하게 해내고 있다. 상냥하고 가장 귀여운 아내 아이코를 노부루는 오직 사랑하고 있으며, 자신은 가장 행복하다고 느끼고 있다. 그러나, 사소한 것으로부터 아이코에게 바람 의혹이 머리를 스치고 설마하고 생각하면서도 친구인 코헤이로부터 아이코의 SNS의 다른 계정을 보이며 내뱉게 되어버린다.
그 후, 직장 상사 모리 카즈마사와 즐거워하고 있는 아이코의 불륜 현장을 목격하고 괴루워하던 노부루였지만 아이코는 남편 앞에서는 귀여운 아내를 계속 연기를 계속하여, 숨을 내쉬듯이 거지말을 하며, 바람에 대한 죄책감은 전혀 느끼지 않는다.
자신의 욕망을 채우기 위해서라면 수단을 고르지 않고 노부루의 마음을 짓밟는 아이코의 악녀 본성을 깨닫고 불륜 현장에서 알게 된 카즈마사의 아내 코즈에와 협력하여 복수를 결심하고 이혼을 향해서 움직이기 시작한다.

## 등장 인물

### 주요 인물
타가와 노부루(田川暢)
26세. 그래픽 디자이너이다.
애처가로 꽃미남이다. 자택 근무이지만 고수입이며 집안 일도 완벽하게 해낸다.
타가와 아이코(田川藍子) → 이모리 아이코(飯森藍子)
29세. 노부루의 아내이며 결혼 전의 성은 이모리이다. 의류 관련 회사에서 근무하고 있다.
귀여운 아내를 연기하고 있다. 하지만, 집안 일은 모두 노부루가 담당하며 요리는 전혀 못하기에 SNS의 다른 계정에서는 노부루가 만든 도시락을 자신이 만든 것이라고 거짓말 투성이로 올리고 있다. 직장 상사와 불륜중이며 노부루는 괜찮은 남자라고만 생각하고 있다. 숨을 내뱉듯이 거질말을 하며 바람에 대한 죄책감이 없다.
히사타미 코헤이(久民浩平)
26세. 노부루의 초등학교 친구이며, 작은 미용실 ‘Tammy’를 경영하고 있다.
노부루를 무언가로 지탱해온 상냥하고 포용력이 있는 남자이다. 아이코의 바람에 대해서도 친절하게 상담해준다.
코헤이도 결혼을 생각해온 마이에게 바람을 맞고 용서할 수 없어서 헤어지게 된다.
마미(麻衣)
코헤이와 동거중인 여자친구이며 미용사이다. 전 양키이다.
모리 카즈마사(森和正)
35세. 아이코의 회사 상사(부장)이자 불륜 상대이다.
전형적인 언동이 경박한 젊은 남자이지만 일은 잘하는 업계인이다.
9개월 된 아들이 있지만 육아도 가사도 협력하지 않으며 아내에게 가정 폭력를 행사하고 있다. 그럼에도 자신의 아들은 귀여워하고 있다.
모리 코즈에(森梢)→田崎梢)
26세. 카즈마사의 아내이며 전업 주부이다.
어떤 일에도 진지하고 열심히 하고 있다. 요리는 잘하며 아들의 이름은 탓쿤(拓斗).
카즈마사와는 속도 위반으로 결혼하였다. 양가에서는 반대를 하였으며 집을 나왔기 때문에 친가에는 의지하지 않고 독박 유아와 가사가 되어 버렸다.
미나세 아오이(水無瀬葵)
코즈에가 알고 지내는 청년이다.
보육사를 목표로 하고 공부 중인 단기 대학생이라고 말하로 있다.
일이나 주거, 보육원의 이야기도 해주며, 코즈에의 이혼에 큰 도움을 주지만 코즈에에 대한 마음이 커져, 이윽고 스토커가 되어버린다.

### 타가와 노부루 가족과 관련 인물
타가와 호나미(田川穂奈美)
28세. 노부루의 두 살 위 누나이며, 돌싱녀에 애주가이다.
노부루의 이혼 교섭에 대해서 적확한 충고를 해주며 전면적인 협력을 약속해준다.
타가와 미키(田川ミキ)
51세. 노부루와 호나미의 어머니이다.
마히로(茉拓)
노부루의 소꿈친구이자 코즈에의 친구이기도 하다. 노부루가 고등학교 시절 사귀었던 여자친구이다.
노부루와 함께 있는 것이 정말 즐거웠었다. 교통사고로 사망해버린다.
노부루는 그녀의 유품인 피어스를 왼쪽 귀에 걸고 그녀를 계속 떠올렸으며 그로부터 10년 가까이 연애를 할 수 없었다.
시노자키 노아(篠崎乃愛)
노부루의 고등학교 한 학년 아래 후배이다. 노부루에게 고백했지만 좋아하는 사람이 있다고 거절당했다.
코헤이와 함께 갔던 스위트 카페에 일하고 있는 그녀와 10년만에 다시 만난다.
스이타(吹田) - 뛰어난 여성 변호사
노부루가 이혼에 대해서 상담한 인물이다. 스이타도 이혼 경험이 있다.

### 이모리 아이코의 가족과 아이코의 관련 인물
이모리 키요시(飯森清司)
아이코의 아버지이다.
아이코의 어머니
이모리 모에코(飯森萌子)
아이코의 여동생이다.
스낵 가게를 운영하고 있다.
타카하시 토모미(高橋ともみ)
아이코와 같은 부서의 후배인 젊은 사원이다.
카즈마사의 바람 상대이기도 하다.
타치바나 류지(橘龍志)
큰 회사의 경영자이다. 부자인 꽃미남이다.
타지마나 마리아(橘マリア)
류지의 아내이다.

### 코헤이 관련 인물
와타나베 카이(渡辺カイ)
23세. 미용실 ‘Tammy’의 종업원이다.
마이와 바람을 피우고 있었다. 토크 어플에서는 바람기의 증거가 있으며 가게를 그만두게 된다.
아즈짱(アズちゃん)
25세. 미용실 ‘Tammy’의 종업원이다.
카이가 가게의 뒤에서 마이와 키스하는 것을 목격하고 코헤이에게 알린다.
市ノ瀬
가나가와에 살고 있다. 가나가와현에서의 미용사 강연회 후에 코헤이가 숙박할 예정이였던 친구이다.
아내와 딸이 열이나서 인플루일 수도 밌어서 코헤이와 숙박을 못하고 전철로 귀가한다.

### 내용주
1. ↑  디자이너가 되고 싶었던 마히로의 꿈을 대신해서 이루기 위해서 노부루에게는 흥미가 없는 분야였지만 열심히 공부해서 디자이너 전문 학교를 수석으로 졸업하여서 몇 년이나 디자이너 회사를 근무한 후에 독립 · 개업하고 있다.
2. ↑  노부루의 도시락만이 아닌 노부로가 한 아이코의 생일 장식도 여자인 친구로부터의 생일 서프라이즈 취급을 하고 있으며 선물 목걸이는 회사에서 받은 생일 선물로 취급하며 그리고 프리 마켓에 팔기도 한다.
3. ↑  ‘타자키’인지 ‘타사키’인지 읽는 방식이 알려져 있지 않다.
4. ↑  고등학교 친구 마히로에서 한 글자를 가져와 이름 지었다.
5. ↑  보도에 달려든 졸음 운전 차에 그녀의 화사한 몸은 10미터나 날아갈 정도의 큰 사고였다.
6. ↑  그 후, 남녀 동등 비율의 단체 미팅에 참가해서 이제 만남은 필요없다는 노부루에게 자신도 약혼자를 3년 전에 오토바이 사고로 잃었기 때문에 그 마음을 안다는 아이코의 말로 아이코가 접근하여 아이코에게 노부루는 흥미를 갖게 된다.

### 참조주
1. ↑  “「サレタガワのブルー」がTVドラマ化、犬飼貴丈と堀未央奈が夫婦役演じる” ["당한 쪽의 비극"이 TV 드라마화, 이누카이 마츠히로와 호리 미오나가 부부 역할을 연기한다]. 《コミックナタリー》 (일본어) (株式会社ナターシャ). 2021년 5월 20일. 2021년 5월 21일에 확인함.
2. ↑  “犬飼貴丈＆堀未央奈、W主演で「サレタガワのブルー」ドラマ化決定に期待の声” [이누카이 마츠히로＆호리 미오나, 더블 주연으로 "당한 쪽의 비극" 드라마화 결정에 기대의 목소리]. 《modelpress》 (일본어) (株式会社ネットネイティブ). 2021년 5월 21일. 2021년 5월 23일에 확인함.
3. ↑  “犬飼貴丈＆堀未央奈がW主演で不倫劇　『サレタガワのブルー』TVドラマ化決定” [이누카이 마츠히로＆호리 미오나가 더블 주연으로 불륜극 "당한 쪽의 비극" TV 드로마화 결정]. 《クランクイン!!》 (일본어) (ブロードメディア株式会社). 2021년 5월 20일. 2021년 5월 21일에 확인함.
4. ↑  “「サレタガワのブルー」単行本1・2巻同時発売、第2章の連載も本日スタート” ["당한 쪽의 비극" 단행본 1, 2권 동시 발매, 제2장의 연재도 오늘 시작]. 《コミックナタリー》 (일본어) (株式会社ナターシャ). 2021년 5월 21일. 2021년 5월 23일에 확인함.
5. ↑  “犬飼貴丈が堀未央奈に不倫される、ドラマ「サレタガワのブルー」7月スタート” [이누카이 마츠히로가 호리 미오나에게 분륜을 당하는, 드라마 "당한 쪽의 비극" 7월 시작]. 《映画ナタリー》 (일본어) (株式会社ナターシャ). 2021년 5월 20일. 2021년 5월 21일에 확인함.